# Abdellatif Osmane
Abdellatif Osmane (ur. 20 listopada 1968) – algierski piłkarz grający na pozycji obrońcy.

## Kariera klubowa
W swojej karierze piłkarskiej grał w klubie MC Oran.

## Kariera reprezentacyjna
W reprezentacji Algierii zadebiutował w 1997 roku. W 1998 roku został powołany do kadry na Puchar Narodów Afryki 1998. Wystąpił na nim w trzech meczach: z Gwineą (0:1), z Burkina Faso (1:2) i z Kamerunem (1:2). W kadrze narodowej od 1997 do 1998 roku rozegrał 5 spotkań.